# Sadler's Wells Theatre

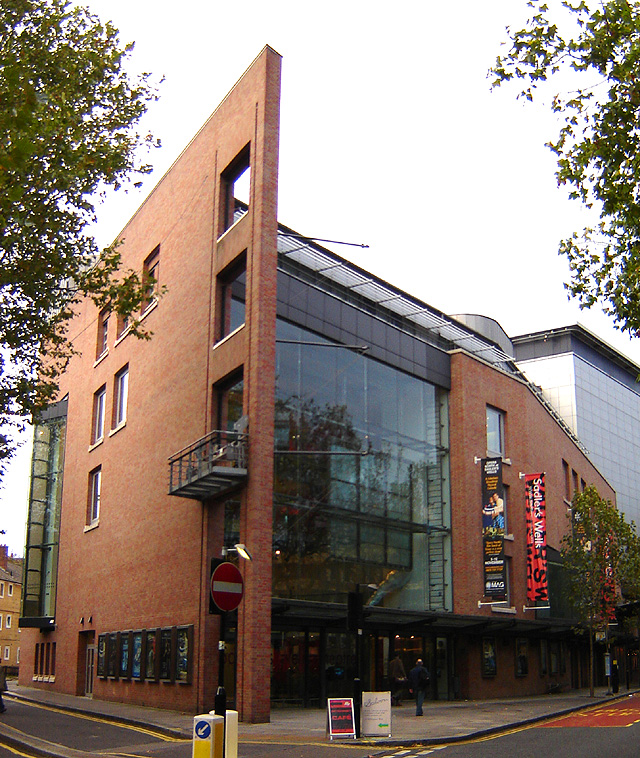
Současná budova Sadler's Wells Theatre z roku 1998

Sadler's Wells v Londýně je přední taneční scéna Spojeného království. Jejím posláním je zajišťovat londýnskému publiku prezentaci tanečních děl nejvyšší kvality.

## Počátek
Prvním předchůdcem současného divadla byl Musick House vybudovaný podnikatelem Richardem Sadlerem v roce 1683. V létě téhož roku byla na přilehlém pozemku objevena středověká studna (anglicky well), jejíž léčivé vodě vděčil Musick House za zvýšenou návštěvnost a následně i za své pojmenování. 

## Současnost
Dnešní, v pořadí již šestá budova divadla byla postavena v letech 1996 – 1998 a zahrnuje hlavní sál a Lilian Baylis Studio. Organizačně spadá pod Sadler's Wells ještě Peacock Theatre. Sadler's Wells vytváří zázemí pro přidružené umělce a společnosti, k nimž přináleží: Balletboyz, Matthew Bourne, Sidi Larbi Cherkaoui, Jonzi D, Sylvie Guillem, Michael Hulls, Akram Khan, Russell Maliphant, Wayne McGregor, Kate Prince, Nitin Sawhney, Hofesh Shechter, Jasmin Vardimon and Christopher Wheeldon. 